# Киракосянц, Гертруда Александровна
Гертруда Александровна Киракося́нц (1917—1974) — советский теплотехник.

## Биография
Родилась 13 июня 1917 года.
В 1940 году окончила ЛПИ имени М. И. Калинина и поступила на работу во ВТТНИИ имени Ф. Э. Дзержинского. С 1957 — старший научный сотрудник. Кандидат технических наук (1957).
Умерла 4 декабря 1974 года после тяжелой болезни.

## Научная деятельность
Автор и соавтор многих изобретений.

### Научные труды
- В. Веллер, Г. Киракосянц, Д. Левин, В. Лыско. Водяная система регулирования паровых турбин. Энергия 1970 г. 264с.

## Награды и премии
- Сталинская премия третьей степени (1948) — за разработку гидродинамической системы регулирования паровых турбинза разработку гидродинамической системы паровых турбин.
- За работы в области регулирования награждена золотыми и серебряными медалями ВДНХ.
- орден Трудового Красного Знамени
- медали.